# Chinchillidae
Família de roedores, a qual pertence a chinchila, muito apreciada como animal de estimação ou para criação comercial de peles.

## Classificação
- Família Chinchillidae Bennett, 1833
  - Gênero Chinchilla Bennett, 1829
    - Chinchilla chinchilla Lichtenstein, 1830
    - Chinchilla lanigera (Molina, 1782)

  - Gênero Lagidium Meyen, 1833
    - Lagidium peruanum Meyen, 1833
    - Lagidium viscacia (Molina, 1782)
    - Lagidium wolffsohni (Thomas, 1907)

  - Gênero Lagostomus Brookes, 1828
    - Lagostomus crassus Thomas, 1910
    - Lagostomus maximus (Desmarest, 1817)